# クリオネの灯り/Starting Days!!
「クリオネの灯り/Starting Days!!」（クリオネのあかり／スターティングデイズ）は、akiの3rdシングル。前作はaki a.k.a 出口陽の名義で発表されたが、本作は単純にaki名義となる。2017年8月23日にクロコダイルレコードから発売、ユニバーサルミュージックより販売された。

## 概要
aki盤 (POCS-1615)、クリオネの灯り盤 (POCS-1616)、ネプテューヌ盤(POCS-1617)の3種類の形態で発売。
表題曲の1つである「クリオネの灯り」は楽曲と同名のアニメ『クリオネの灯り』のオープニング主題歌として起用されている。aki自らが作詞も手掛けており、「原作をしっかり読み込んで詩をつづりました」とコメントしている。また、不動産会社アライド・インベストメントのCMソングとしても起用されている。
「空ヲ飛ブ風」は小説版『クリオネの灯り』のイメージソングとして書籍版のCDなどに収録されていた楽曲のカバーであり、同アニメのエンディング曲として使用されている。また、TOKYO MXの声優バラエティ番組「アニュ研!」の主題歌としても使用されている。
もう一つの表題曲「Starting Days!!」はゲーム『新次元ゲイム ネプテューヌVIIR』のオープニングテーマとなっており、前向きな応援歌となっている。

## 収録曲
| #         | タイトル                  | 作詞         | 作曲      | 編曲      | 時間  |
| --------- | ------------------------- | ------------ | --------- | --------- | ----- |
| 1.        | 「クリオネの灯り」        | 出口陽       | 石田秀登  | 石田秀登  | 3:51  |
| 2.        | 「Starting Days!!」       | 出口陽       | 宮崎まゆ  | Johnny.k  | 3:44  |
| 3.        | 「空ヲ飛ブ風」            | Natural-rain | Satoru    | HASSE     | 3:26  |
| 4.        | 「クリオネの灯り(inst)」  |              |           |           | 3:51  |
| 5.        | 「Starting Days!!(inst)」 |              |           |           | 3:44  |
| 6.        | 「空ヲ飛ブ風(inst)」      |              |           |           | 3:26  |
| 合計時間: | 合計時間:                 | 合計時間:    | 合計時間: | 合計時間: | 22:02 |